# قانون‌شکن (فیلم ۲۰۱۰)
قانون‌شکن (به انگلیسی: Cop Out) فیلمی محصول سال ۲۰۱۰ به کارگردانی کوین اسمیت است. در این فیلم بازیگرانی همچون بروس ویلیس، تریسی مورگان، کوین پولاک، میشل تراکتنبرگ و شان ویلیام اسکات ایفای نقش کرده‌اند.